# Saint-Agnan-de-Cernières
Pour les articles homonymes, voir Saint-Agnan.
Saint-Agnan-de-Cernières est une commune française située dans le département de l'Eure, en région Normandie.

## Géographie

### Localisation
| La Trinité-de-Réville                     | La Trinité-de-Réville     | Mesnil-en-Ouche (comm. dél. de La Roussière)           |
| La Trinité-de-Réville Montreuil-l'Argillé | Saint-Agnan-de-Cernières  | Mesnil-en-Ouche (comm. dél. de Saint-Pierre-du-Mesnil) |
| Saint-Pierre-de-Cernières                 | Saint-Pierre-de-Cernières |                                                        |

### Hydrographie
La commune est située dans le bassin Seine-Normandie. Elle est drainée par la Charentonne et divers autres petits cours d'eau,.
La Charentonne, d'une longueur de 63 km, prend sa source dans la commune de Saint-Evroult-Notre-Dame-du-Bois et se jette  dans la Risle à Nassandres sur Risle, après avoir traversé 16 communes. Les caractéristiques hydrologiques de la Charentonne sont données par la station hydrologique située sur la commune de La Trinité-de-Réville. Le débit moyen mensuel est de 1,9 m3/s. Le débit moyen journalier maximum est de 24,5 m3/s, atteint lors de la crue du 13 juin 2018. Le débit instantané maximal est quant à lui de 67,7 m3/s, atteint le 12 juin 2018.

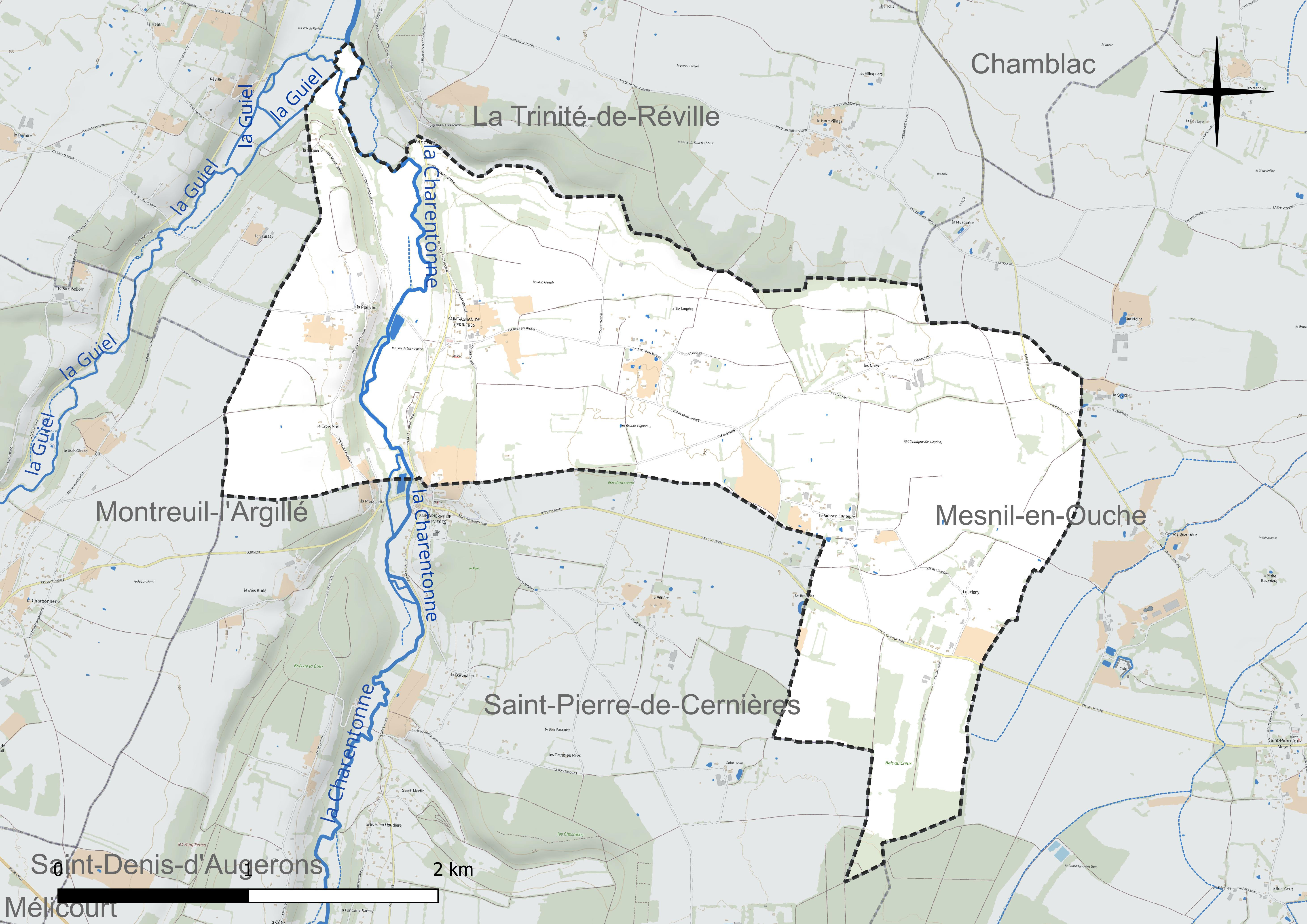
Réseau hydrographique de Saint-Agnan-de-Cernières.

### Climat
Pour des articles plus généraux, voir Climat de la Normandie et Climat de l'Eure.
En 2010, le climat de la commune est de type climat océanique dégradé des plaines du Centre et du Nord, selon une étude du CNRS s'appuyant sur une série de données couvrant la période 1971-2000. En 2020, Météo-France publie une typologie des climats de la France métropolitaine dans laquelle la commune est exposée à un climat océanique et est dans une zone de transition entre les régions climatiques « Côtes de la Manche orientale » et « Normandie (Cotentin, Orne) ». Parallèlement le GIEC normand, un groupe régional d’experts sur le climat, différencie quant à lui, dans une étude de 2020, trois grands types de climats pour la région Normandie, nuancés à une échelle plus fine par les facteurs géographiques locaux. La commune est, selon ce zonage, exposée à un « climat contrasté des collines », correspondant au Pays d’Auge, Lieuvin et Roumois, moins directement soumis aux flux océaniques et connaissant toutefois des précipitations assez marquées en raison des reliefs collinaires qui favorisent leur formation.
Pour la période 1971-2000, la température annuelle moyenne est de 10 °C, avec  une amplitude thermique annuelle de 13,8 °C. Le cumul annuel moyen de précipitations est de 819 mm, avec 12,6 jours de précipitations en janvier et 8,5 jours en juillet. Pour la période 1991-2020, la température moyenne annuelle observée sur la station météorologique la plus proche, située sur la commune de La Ferté-en-Ouche à 12 km à vol d'oiseau, est de 10,6 °C et le cumul annuel moyen de précipitations est de 797,5 mm,. Pour l'avenir, les paramètres climatiques de la commune estimés pour 2050 selon différents scénarios d’émission de gaz à effet de serre sont consultables sur un site dédié publié par Météo-France en novembre 2022.

## Urbanisme

### Typologie
Au 1er janvier 2024, Saint-Agnan-de-Cernières est catégorisée commune rurale à habitat très dispersé, selon la nouvelle grille communale de densité à 7 niveaux définie par l'Insee en 2022.
Elle est située hors unité urbaine et hors attraction des villes,.

### Occupation des sols
L'occupation des sols de la commune, telle qu'elle ressort de la base de données européenne d’occupation biophysique des sols Corine Land Cover (CLC), est marquée par l'importance des territoires agricoles (96 % en 2018), une proportion identique à celle de 1990 (96 %). La répartition détaillée en 2018 est la suivante : 
prairies (49,7 %), terres arables (29,7 %), zones agricoles hétérogènes (16,5 %), forêts (4 %). L'évolution de l’occupation des sols de la commune et de ses infrastructures peut être observée sur les différentes représentations cartographiques du territoire : la carte de Cassini (XVIIIe siècle), la carte d'état-major (1820-1866) et les cartes ou photos aériennes de l'IGN pour la période actuelle (1950 à aujourd'hui).

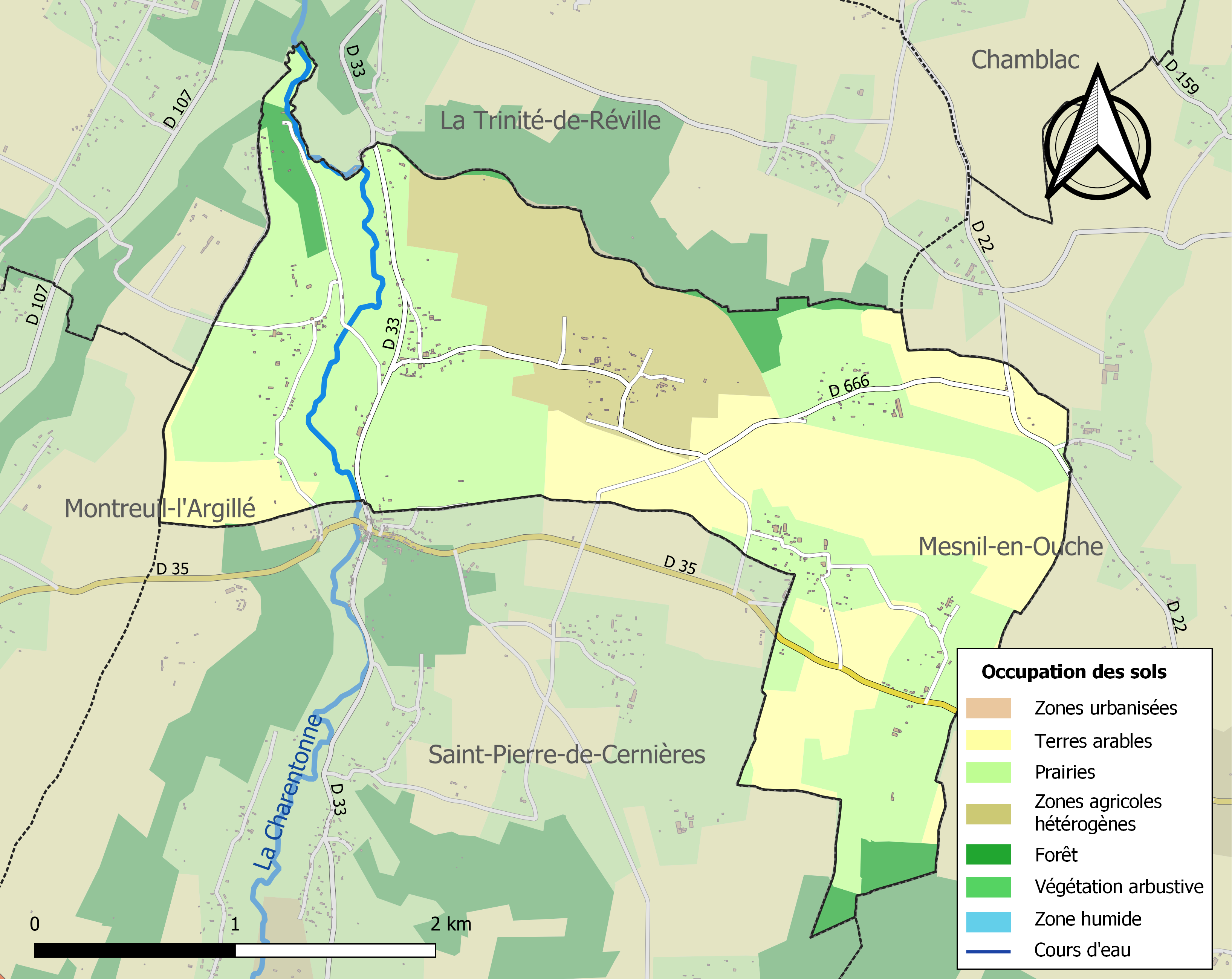
Carte des infrastructures et de l'occupation des sols de la commune en 2018 (CLC).

## Toponymie
Saint-Agnan est attesté sous les formes Sanctus Anianus de Sarneriis au XIIIe siècle (1er p. d’Évreux), Saint Agnan de Sarnières (Robert, Carte de l’évêché d’Évreux), Saint Aignan de Cernières (Le Beurier).

Saint-Agnan est un hagiotoponyme, la paroisse et l'église sont dédiées à Saint Agnan. Saint Agnan, plus généralement saint Aignan fut évêque d'Orléans au Ve siècle.
Cernières est attesté sous les formes Sarnerias en 1025, Sarneriæ en 1220, Les Cernieres entre 1448 et 1677 (p. d’Évreux).

François de Beaurepaire propose de rattacher ce toponyme à Cernay (Eure), dans lequel il identifie un élément Sarn- bien attesté dans les formes anciennes et dans Sasnières (Loir-et-Cher, Sarnerias 1081). Pour lui, Sarn- représente isarno, mot gaulois désignant le fer (avec l'aphérèse de i). Ensuite, l'évolution Sar- > Ser- (graphié Cer-) est attendue, et due à l'action fermante de [r] en syllabe initiale au Moyen Âge. Cette évolution se manifeste par exemple dans les parlers de la Seine-Maritime et de l'Eure dans les mots lerme < larme ; ergent < argent ; etc. Ce type toponymique s'explique par la présence de fer dans le pays d'Ouche, région de Normandie encore connue récemment pour son industrie métallurgique.

Cet élément est composé avec le suffixe -ière qui dénote un lieu ou une propriété à partir du Moyen Âge. Il s'agit d'une formation toponymique plus récente que les noms de lieu en -acum, suffixe identifié dans Cernay, d'origine gallo-romane et de sens proche.
D'où la signification globale de « lieu, endroit où il y a du fer ».

## Histoire
Cernières était une très ancienne paroisse qui, à une époque, s’est divisée en trois : Saint-Agnan, Saint-Martin et Saint-Pierre-de-Cernières.

## Politique et administration

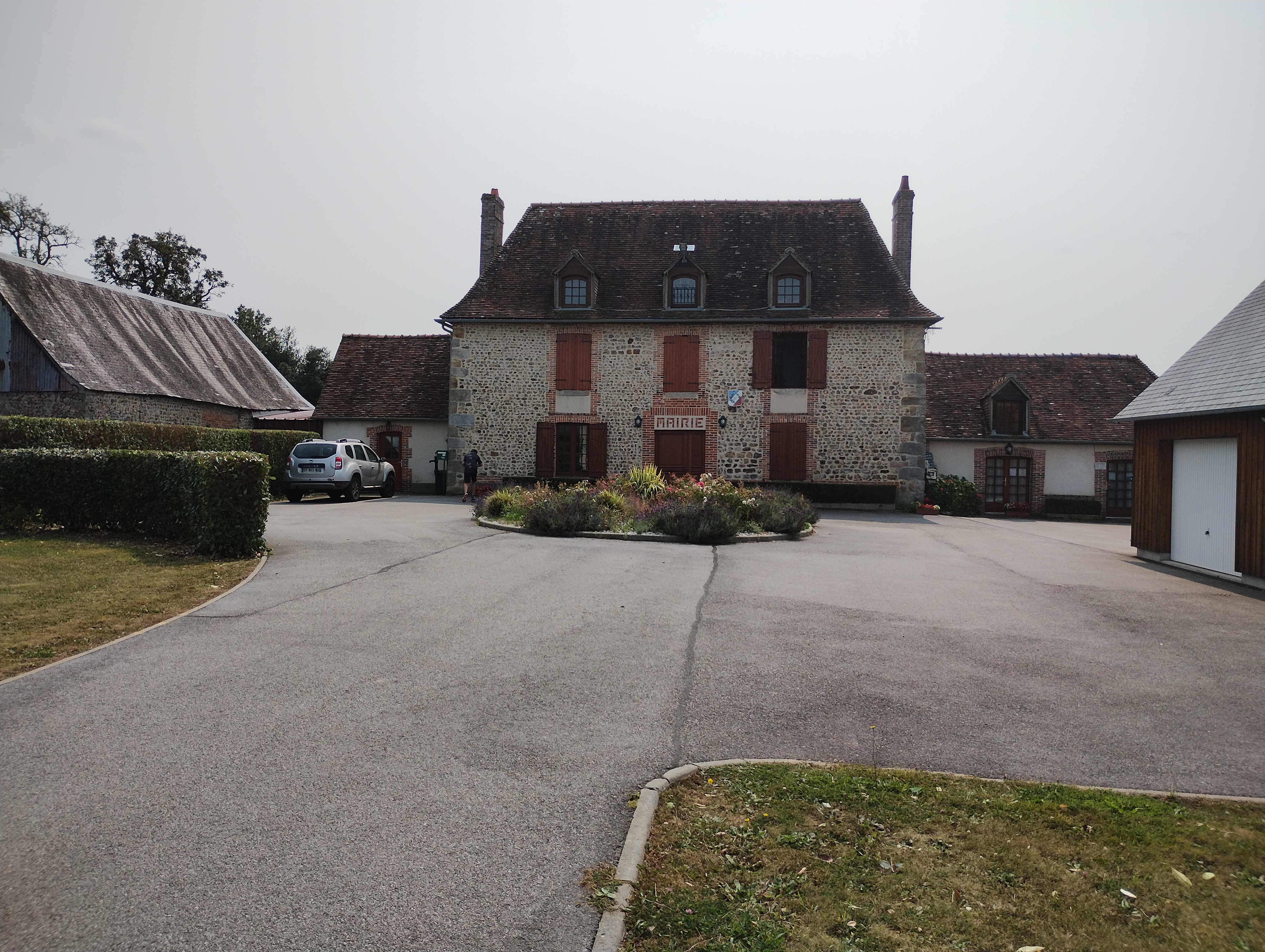
Mairie

| Période                                  | Période | Identité       | Étiquette | Qualité |
| ---------------------------------------- | ------- | -------------- | --------- | ------- |
| mars 2001                                |         | Nicole Sarazin |           |         |
| Les données manquantes sont à compléter. |         |                |           |         |

## Démographie

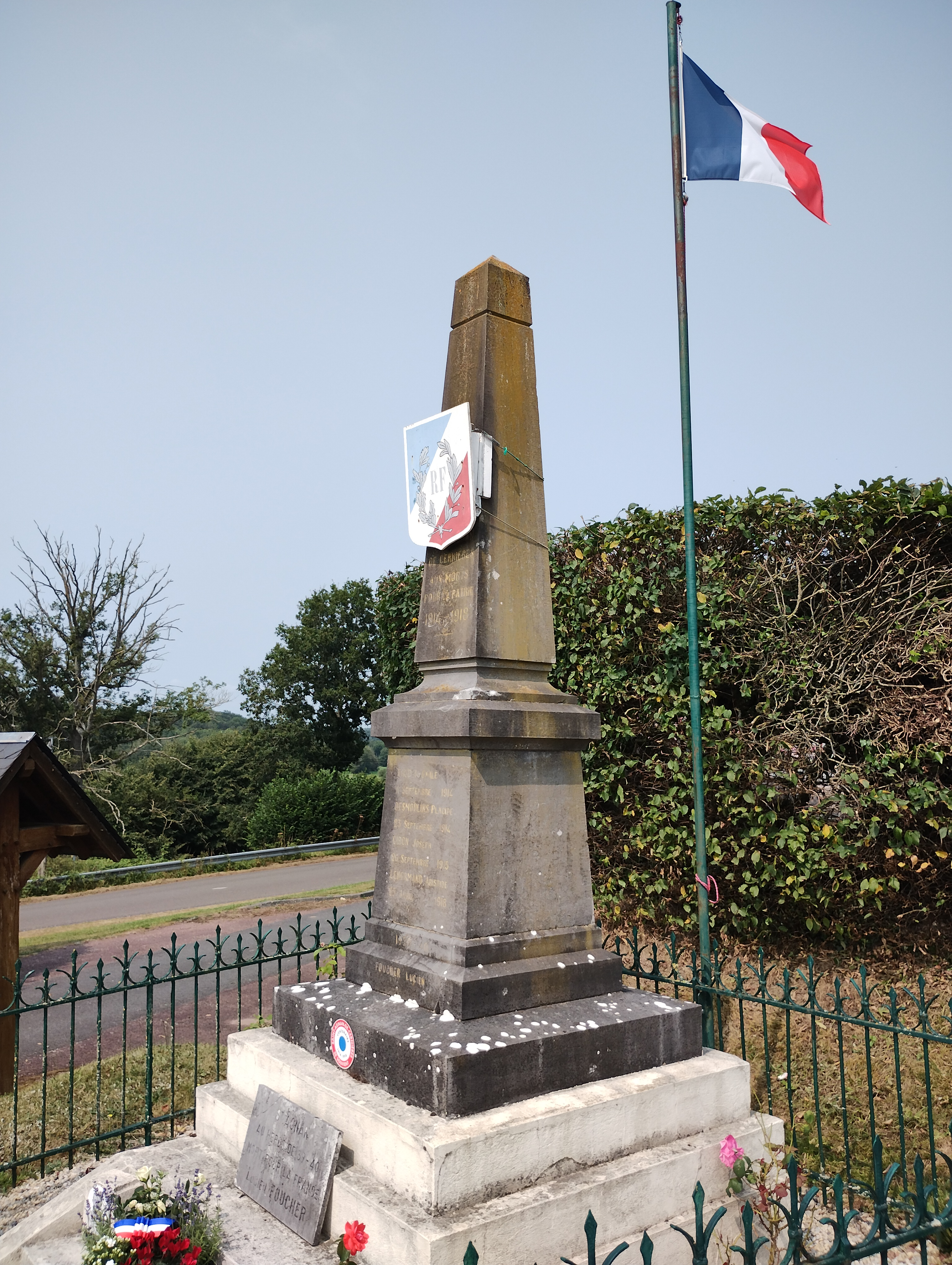
Monument aux morts

L'évolution du nombre d'habitants est connue à travers les recensements de la population effectués dans la commune depuis 1793. Pour les communes de moins de 10 000 habitants, une enquête de recensement portant sur toute la population est réalisée tous les cinq ans, les populations de référence des années intermédiaires étant quant à elles estimées par interpolation ou extrapolation. Pour la commune, le premier recensement exhaustif entrant dans le cadre du nouveau dispositif a été réalisé en 2007.

En 2022, la commune comptait 154 habitants, en évolution de −0,65 % par rapport à 2016 (Eure : −0,25 %, France hors Mayotte : +2,11 %).
| 1793 | 1800 | 1806 | 1821 | 1831 | 1836 | 1841 | 1846 | 1851 |
| ---- | ---- | ---- | ---- | ---- | ---- | ---- | ---- | ---- |
| 311  | 343  | 487  | 392  | 365  | 377  | 402  | 404  | 375  |

| 1856 | 1861 | 1866 | 1872 | 1876 | 1881 | 1886 | 1891 | 1896 |
| ---- | ---- | ---- | ---- | ---- | ---- | ---- | ---- | ---- |
| 266  | 270  | 255  | 249  | 230  | 207  | 206  | 209  | 202  |

| 1901 | 1906 | 1911 | 1921 | 1926 | 1931 | 1936 | 1946 | 1954 |
| ---- | ---- | ---- | ---- | ---- | ---- | ---- | ---- | ---- |
| 196  | 197  | 211  | 199  | 188  | 183  | 189  | 219  | 189  |

| 1962 | 1968 | 1975 | 1982 | 1990 | 1999 | 2006 | 2007 | 2012 |
| ---- | ---- | ---- | ---- | ---- | ---- | ---- | ---- | ---- |
| 175  | 136  | 131  | 140  | 124  | 122  | 133  | 135  | 138  |

| 2017 | 2022 | - | - | - | - | - | - | - |
| ---- | ---- | - | - | - | - | - | - | - |
| 161  | 154  | - | - | - | - | - | - | - |

## Culture locale et patrimoine

### Lieux et monuments
- Église Saint-Agnan-et-Saint-Ursin

L'église dédiée à saint Agnan et saint Urbin est d'origine romaine.
Son clocher octogonal qui s'élève près du chœur est très élancé et lui donne beaucoup de prestance. Les poudingues mélangés aux silex grossiers dans la construction laissent supposer la récupération de matériaux provenant d'un édifice antérieur à la construction de la fin du XIIe siècle. La cloche baptisée en 1762 s'appelle Augustine.
- La mairie

La mairie est installée dans l'ancien presbytère construit au XVIIe siècle. Son escalier de même époque a très belle allure. Il est à balustres de bois sculpté et très probablement rapporté.
- La Bellangère

Le fief de la Bellangère conserve ses bâtiments anciens. Le manoir de lapin du XVIIIe siècle serait construit sur une motte féodale.

### Héraldique
| Blason de Saint-Agnan-de-Cernières | Blason  | Parti: au 1er coupé au I de gueules à trois besants d'or et au II d'azur à la truite d'argent posée en bande, au 2e d'or à la crosse de sable. |
| Blason de Saint-Agnan-de-Cernières | Détails | Création Jean François Binon. Adopté le 27 juin 2010.                                                                                          |